# 五竹镇 (渭源县)
五竹镇，是中华人民共和国甘肃省定西市渭源县下辖的一个乡镇级行政单位。

## 行政区划
五竹镇下辖以下地区：
鹿鸣村、郭家沟村、石头沟村、五竹村、苏家口村、路麻滩村和黑鹰沟村。